# Delphinium californicum
Delphinium californicum är en ranunkelväxtart. Delphinium californicum ingår i släktet storriddarsporrar, och familjen ranunkelväxter.

## Underarter
Arten delas in i följande underarter:
- D. c. californicum
- D. c. interius